# Felipe Orts
Felipe Orts Lloret (Villajoyosa, 1 april 1995) is een Spaans wielrenner. Hij is voornamelijk actief als veldrijder.
Op het WK veldrijden voor beloften in 2017 eindigde Orts als tweede. Dit op 1'23" van winnaar Joris Nieuwenhuis. De veldritjaargang 2017-2018 was zijn eerste bij de elite. In dit eerste jaar moest hij Ismael Esteban Aguado nog voor zich dulden als Spaans veldrit kampioen. Echter, sinds 2019 kroonde hij zich reeds zeven keer op rij tot nationaal kampioen. 

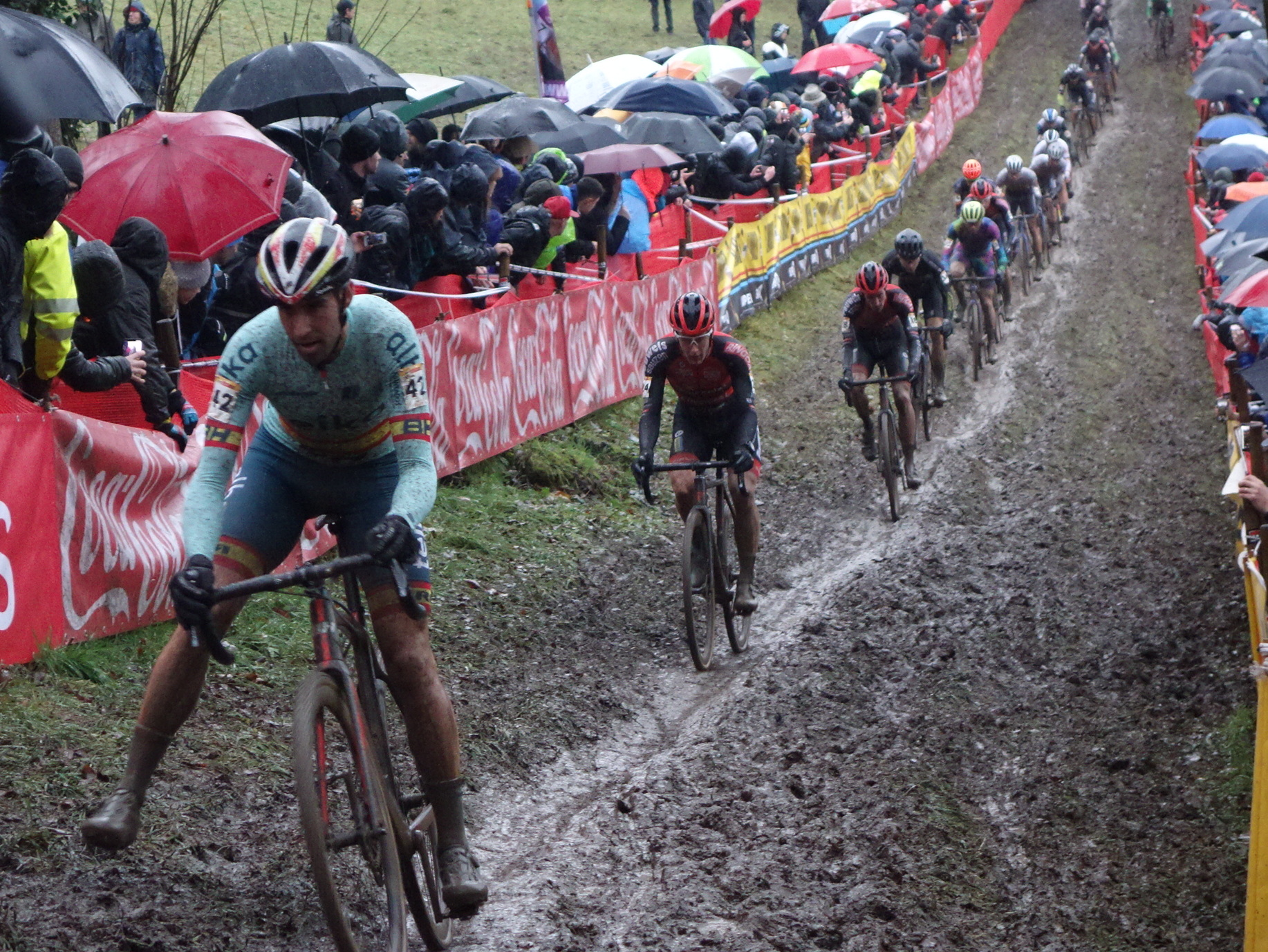
Orts (links) tijdens de Citadelcross 2019.

Tijdens de Superprestige van Niel 2023 eindigde Orts voor het eerst op het podium van een klassementscross, hij werd er derde. Hij was de eerst Spaanse renner die daar in slaagde.
In de Spaanse beker veldrijden heeft Orts de meeste ritoverwinningen (13 na 2023) en eindoverwinningen (3), ondanks het vaak samenvallen van de veldritten met wereldbekerwedstrijden en Europese kampioenschappen.

## Palmares

### Veldrijden
Overwinningen
| Seizoen   | Wereldbeker | Copa de España                             | WK  | EK     | SK     | Overige                                                 | Totaal aantal zeges |
| --------- | ----------- | ------------------------------------------ | --- | ------ | ------ | ------------------------------------------------------- | ------------------- |
| 2015-2016 |             |                                            | NVT | NVT    | NVT    | Valencia                                                | 1                   |
| 2016-2017 |             |                                            | NVT | NVT    | NVT    |                                                         | 0                   |
| 2017-2018 |             | Llodio, Elorrioko, Valencia eindklassement | 20e | DNS    | Zilver | Utsunomiya, Manlleu, Abadiño                            | 6                   |
| 2018-2019 |             | Llodio eindklassement                      | 12e | DNS    | Goud   | Marín, Vic, Abadiño, Ametzaga de Zuia, Utsunomiya       | 7                   |
| 2019-2020 |             | Llodio, Elorrioko, Valencia                | 14e | 9e     | Goud   | Las Franquesas del Vallés, Manlleu, Vic, Igorre, Xàtiva | 9                   |
| 2020-2021 |             | Sueca, Xativa, Valencia eindklassement     | 26e | 7e     | Goud   |                                                         | 4                   |
| 2021-2022 |             |                                            | 13e | 17e    | Goud   | Marín, Contern, Elorrio, Xàtiva, Valencia               | 6                   |
| 2022-2023 |             | Xàtiva                                     | 19e | 6e     | Goud   | Lago de As Pontes, Ribadumia                            | 4                   |
| 2023-2024 |             |                                            | 10e | 9e     | Goud   | Marin, Melgaço, Tarazona                                | 6                   |
| 2024-2025 |             |                                            | 12e | Zilver | Goud   | Rucphen                                                 | 2                   |
| Totaal    | 0           | 13 (3x eindklassement)                     | 0   | 0      | 7      | 25                                                      | 44                  |

Resultatentabel
| Seizoen   | WK  | EK  | SK | Klassementen | Klassementen | Klassementen | Klassementen | UCI-ranking | Podia | Podia  | Podia | Aantal crossen |
| Seizoen   | WK  | EK  | SK | WB           | SP           | Trofee       | Copa         | UCI-ranking | Goud  | Zilver | Brons | Aantal crossen |
| --------- | --- | --- | -- | ------------ | ------------ | ------------ | ------------ | ----------- | ----- | ------ | ----- | -------------- |
| ↓ Elite ↓ |     |     |    |              |              |              |              |             |       |        |       |                |
| 2017-2018 | 20e |     | ↑  | 27e          |              | 22e          | ↑            | 20e         | 6     | 3      | 0     | 26             |
| 2018-2019 | 12e |     | ↑  | 29e          |              | 20e          | ↑            | 14e         | 7     | 3      | 1     | 31             |
| 2019-2020 | 14e | 9e  | ↑  | 19e          |              | 15e          | ↑            | 10e         | 9     | 1      | 3     | 39             |
| 2020-2021 | 26e | 7e  | ↑  | 30e          | 10e          | 21e          | ↑            | 11e         | 4     | 0      | 1     | 25             |
| 2021-2022 | 13e | 17e | ↑  | 20e          | 21e          | 13e          | 13e          | 16e         | 6     | 0      | 2     | 35             |
| 2022-2023 | 19e | 6e  | ↑  | 16e          | 11e          | 15e          | 7e           | 11e         | 4     | 3      | 1     | 36             |
| 2023-2024 | 10e | 9e  | ↑  | 16e          | 7e           | 16e          | ↑            | 9e          | 6     | 3      | 2     | 32             |
| 2024-2025 | 12e | ↑   | ↑  | 8e           | 6e           | 15e          |              | 10e         | 2     | 3      | 2     | 33             |
| Totaal    | 0   | 0   | 7  | 0            | 0            | 0            | 3            | 0           | 44    | 16     | 12    | 257            |

### Mountainbiken
Overwinningen
| Seizoen | Wereldbeker | OS | WK | EK | SK | Overige                        | Totaal aantal zeges |
| ------- | ----------- | -- | -- | -- | -- | ------------------------------ | ------------------- |
| 2021    |             |    |    |    | 5e |                                | 0                   |
| 2022    |             |    |    |    |    |                                | 0                   |
| 2023    |             |    |    |    | 7e | Zaragoza, Arguedas, Barruera   | 3                   |
| 2024    |             |    |    |    | 4e | Zaragoza, Cervera Del Maestrat | 2                   |
| Totaal  | 0           | 0  | 0  | 0  | 0  | 5                              | 5                   |

### Jeugd
Spaans kampioen veldrijden: 2013 (junioren), 2016 & 2017 (Beloften)

## Ploegen
- 2021 –  Burgos-BH
- 2022 –  Burgos-BH
- 2023 –  Burgos-BH
- 2024 –  Ridley Racing Team

Aparicio · Bol · Cabedo · Díaz (vanaf 3/6) · Domingues · Ezquerra · Fuentes · Langellotti · López-Cózar · Madrazo · Molenaar · Moreno · Muller · Navarro · Okamika · Orts · Pelegrí · Peñalver · Räim · Rubio · Sánchez · Fernández (stagiair) · Franco (stagiair) · Martin (stagiair)
Alleno · Álvarez · Angulo · Aparicio · Ardila (tot 23/8) · Barthe · Bol · Díaz · Ezquerra · Fagundez · M. Fernández · Franco · Fuentes · Langellotti · Madrazo · Mora (vanaf 9/5) · Navarro · Okamika · Orts · Pelegrí · Peñalver · Sánchez · Delgado (stagiair) · S. Fernandez (stagiair)